# Patagonotothen thompsoni
Patagonotothen thompsoni är en fiskart som beskrevs av Balushkin, 1993. Patagonotothen thompsoni ingår i släktet Patagonotothen och familjen Nototheniidae. IUCN kategoriserar arten globalt som otillräckligt studerad. Inga underarter finns listade i Catalogue of Life.